# اکس-پرس فیدرز
اکس-پرس فیدرز (انگلیسی: X-Press Feeders) شرکت کشتیرانی سنگاپوری است، که در سال ۱۹۷۲ تأسیس شد.